# Hans Tikkanen
Hans Tikkanen (Karlstad, 6 de febrer de 1985), és un jugador d'escacs suec, que té el títol de Gran Mestre des de 2010.
A la llista d'Elo de la FIDE del novembre de 2020, hi tenia un Elo de 2498 punts, cosa que en feia el jugador número 9 (en actiu) de Suècia. El seu màxim Elo va ser de 2596 punts, a la llista de juliol de 2011 (posició 253 al rànquing mundial).

## Resultats destacats en competició
Tikkanen va guanyar el campionat júnior de Suècia el 2002. El 2010 va guanyar la copa de la Universitat Lituana d'Agricultura a Kaunas i empatà als llocs 3r-6è amb Sarunas Sulskis, Tiger Hillarp Persson i Kaido Kulaots a Borup (el campió fou Normunds Miezis). El gener de 2012 fou segon al Grup C del torneig d'escacs Tata Steel a Wijk aan Zee (el campió fou Maksim Túrov). Ha jugat representant Suècia al Campionat d'Europa per equips els anys 2005 i 2011, i també a l'olimpíada de 2012.
El 2011 es va proclamar campió absolut de Suècia, a Vasteras, i el 2012 va repetir l'èxit, aquest cop a Falun.
El gener de 2012 fou segon al Grup C del torneig Tata Steel a Wijk aan Zee, per darrere de Maksim Túrov.
El juliol de 2013 guanyà novament el campionat de Suècia, per tercer cop en la seva carrera, a Orebro, superant en el play-off el GM Nils Grandelius.
El 2017 es proclamà campió de Suècia per quart cop en la seva carrera, a Estocolm, per damunt de Tiger Hillarp Persson i de Nils Grandelius. El 2018 revalidà el títol, novament per damunt de Hillarp Persson i Grandelius.

## Partides notables
- Elisabeth Paehtz vs Hans Tikkanen (2012) Tata Steel (Grup C) 2012, defensa francesa, clàssica, variant Steinitz (C11), 0-1
- Hans Tikkanen vs Anne Haast (2012) Tata Steel (Grup C) 2012, obertura Reti, gambit Reti (A09), 1-0